# Lebajoa Mphongoa
Lebajoa Mphongoa (ur. 29 lipca 1974 w Hlotse) – lesotyjski piłkarz występujący na pozycji napastnika.

## Życiorys
Karierę rozpoczynał w czołowym klubie z Lesotho – Lesotho Defense Force Maseru, gdzie grał przez cztery sezony. W sezonie 1994/1995, kiedy to wchodził do kadry tego klubu, rozegrał zaledwie trzy mecze. Jednak już w następnym sezonie, 12 razy wystąpił w pierwszym składzie, strzelając swoją pierwszą bramkę w najwyższej klasie rozgrywkowej. Sezon 1996/1997 był jeszcze bardziej udany, Mphongoa 4 razy w 25 meczach trafił do siatki rywala. Rok później jego dorobek strzelecki również wynosił 4 bramki, ale meczów było o 5 więcej (30). W 1998 roku, po snajpera z Lesotho zgłosił się klub z Republiki Południowej Afryki, Bloemfontein Celtic i piłkarz zmienił barwy klubowe. Grał tam przez dziewięciu sezonów, z różnym skutkiem. Najlepszym jego sezonem był 2003/2004, kiedy to Lebajoa wystąpił w 19 spotkaniach, 5 razy pokonując bramkarzy rywali. Od 2007 roku Mphongoa jest zawodnikiem trzecioligowego klubu z RPA, African Wanderers.
| Sezon   | Klub                         | Kraj    | Flaga             | Rozgrywki                      | Mecze | Bramki |
| ------- | ---------------------------- | ------- | ----------------- | ------------------------------ | ----- | ------ |
| 1994/95 | Lesotho Defense Force Maseru | Lesotho | Lesotho           | Reigning Buddie Premier League | 3     | 0      |
| 1995/96 | Lesotho Defense Force Maseru | Lesotho | Lesotho           | Reigning Buddie Premier League | 12    | 1      |
| 1996/97 | Lesotho Defense Force Maseru | Lesotho | Lesotho           | Reigning Buddie Premier League | 25    | 4      |
| 1997/98 | Lesotho Defense Force Maseru | Lesotho | Lesotho           | Reigning Buddie Premier League | 30    | 4      |
| 1998/99 | Bloemfontein Celtic          | RPA     | Południowa Afryka | Premier Soccer League          | 5     | 0      |
| 1999/00 | Bloemfontein Celtic          | RPA     | Południowa Afryka | Premier Soccer League          | 8     | 1      |
| 2000/01 | Bloemfontein Celtic          | RPA     | Południowa Afryka | Premier Soccer League          | 12    | 2      |
| 2001/02 | Bloemfontein Celtic          | RPA     | Południowa Afryka | Premier Soccer League          | 17    | 2      |
| 2002/03 | Bloemfontein Celtic          | RPA     | Południowa Afryka | Premier Soccer League          | 12    | 4      |
| 2003/04 | Bloemfontein Celtic          | RPA     | Południowa Afryka | Premier Soccer League          | 19    | 5      |
| 2004/05 | Bloemfontein Celtic          | RPA     | Południowa Afryka | Premier Soccer League          | 6     | 1      |
| 2005/06 | Bloemfontein Celtic          | RPA     | Południowa Afryka | Premier Soccer League          | 8     | 0      |
| 2006/07 | Bloemfontein Celtic          | RPA     | Południowa Afryka | Premier Soccer League          | 17    | 1      |
| 2007/08 | African Wanderers            | RPA     | Południowa Afryka | 3. liga                        | ?     | ?      |
| 2008/09 | African Wanderers            | RPA     | Południowa Afryka | 3. liga                        | ?     | ?      |
| 2009/10 | African Wanderers            | RPA     | Południowa Afryka | 3. liga                        | ?     | ?      |
| 2010/11 | African Wanderers            | RPA     | Południowa Afryka | 3. liga                        |       |        |